# Astra HD8
Astra HD8 (Astra Heavy Duty 8) — вантажні автомобілі розроблені для використання в екстремально важких умовах. До фірмових рис автомобілів можна віднести багатоваріантність виконань, дуже міцні несучі рами, трансмісії, що забезпечують широкий діапазон тягово-динамічних характеристик, виключно надійні ресорні підвіски, самобутні по естетичному сприйняттю кабіни, що забезпечують високі ергономічні показники. Споживач може зупинити свій вибір на машинах з колісною формулою 4х2, 4х4, 6х4, 6х6, 8х4, 8х6 і 8х8.
У 2006 році сімейство вантажівок HD8 оновили.

## Опис моделі
На двовісні моделі Astra HD8 із задніми або всіма ведучими колесами встановлюються різні надбудови або сідлово-зчіпні пристрої. Автомобілі комплектуються модифікованим шестициліндровим 13-літровим турбодизелем IVECO Cursor 13 серії F3B Е0681 із змінною геометрією турбіни (потужністю 320, 360, 400, 450 і 500 к.с.) і механічною 16-ступінчастою коробкою передач фірми ZF. Подібні силові показники дозволяють машинам працювати у складі автопоїзда повною масою до 55 т. Колісна база пропонується в діапазоні від 3800 до 5100 мм. Машини оснащуються ведучими мостами з подвійними головними передачами і колісними редукторами. На повнопривідних модифікаціях використовуються двоступеневі роздавальні коробки з пониженою передачею. Підвищенню прохідності сприяють блокучі міжколісні і міжосьові диференціали, а також дорожній просвіт 390 мм і більше. Колеса заднього моста можуть мати односкатну ошиновки. Передній міст пов'язаний з рамою за допомогою параболічних або напівеліптичних ресор, задній має параболічні ресори. Обидві підвіски забезпечені стабілізаторами поперечної стійкості. Гальмівна система обладнана антиблокувальною системою гальм ABS.
Повна маса одиночних автомобілів Astra HD8 з колісними формулами 6х4 і 6х6 досягає 40 т, автопоїздів — до 104 т. Застосовувані двигуни Cursor 13 розвивають потужність від 360 до 500 к.с., коробки передач, роздаткові коробки (для повноприводних версій) і провідні мости — такі ж, як і на попередніх зразках. Спереду і ззаду на вибір встановлюються параболічні або напівеліптичні ресори. Діапазон колісних баз у сідлових тягачів становить 3200 і 3500 мм, у шасі — від 3200 до 4500 мм.
Чотиривісні вантажівки Astra серії HD8 (8х4, 8х6 і 8х8) випускаються тільки як шасі для установки різноманітних кузовів або технологічного устаткування. Монтажна довжина рами від 5930 до 7880 мм дає можливість розміщувати великогабаритні спеціалізовані надбудови. Мінімальна потужність дизеля Cursor 13 становить 360 к.с., максимальна — 540 к.с. Повна маса одиночного вантажівки досягає 50 т, автопоїзда — 104 т.

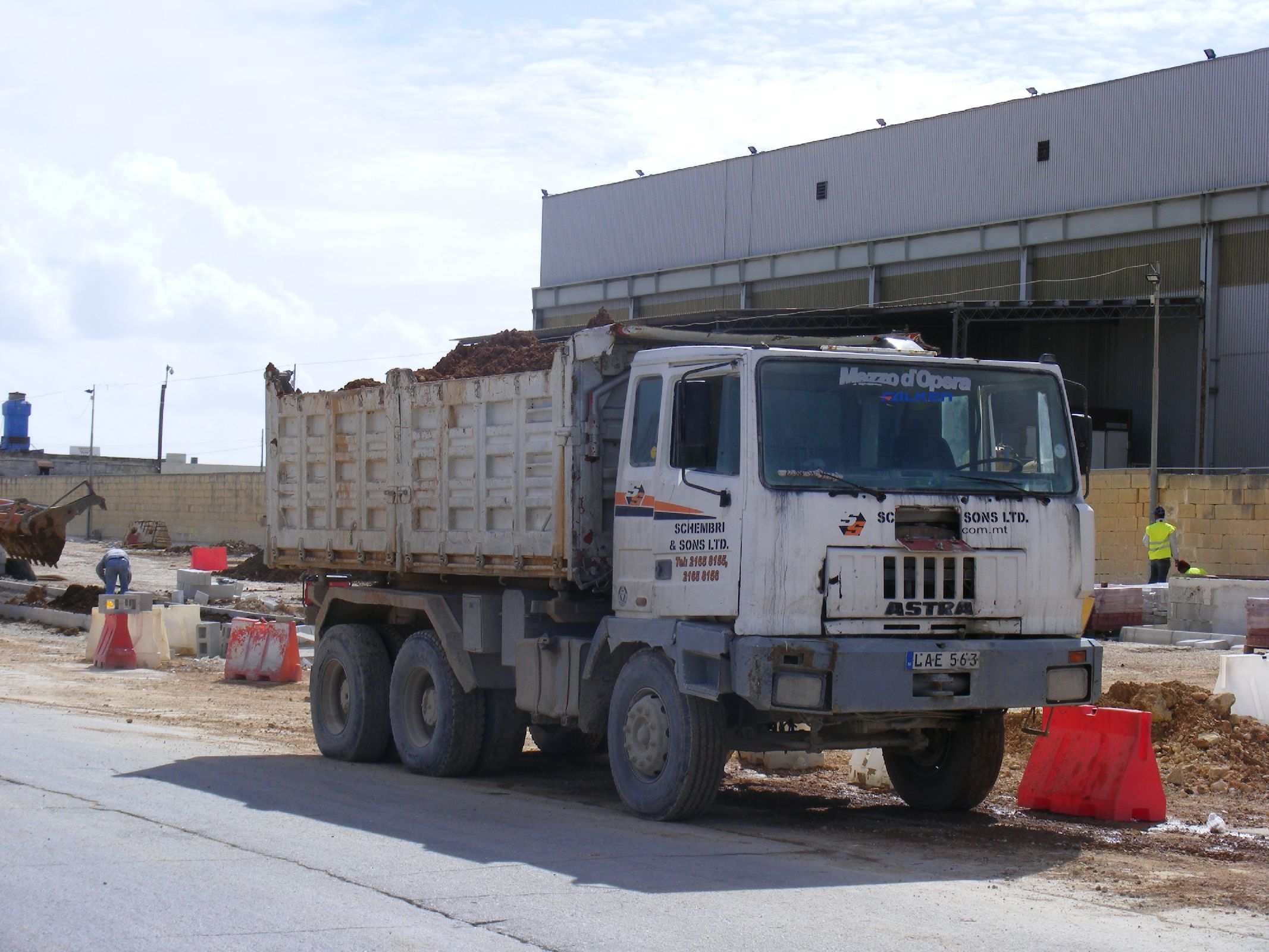
Astra HD6
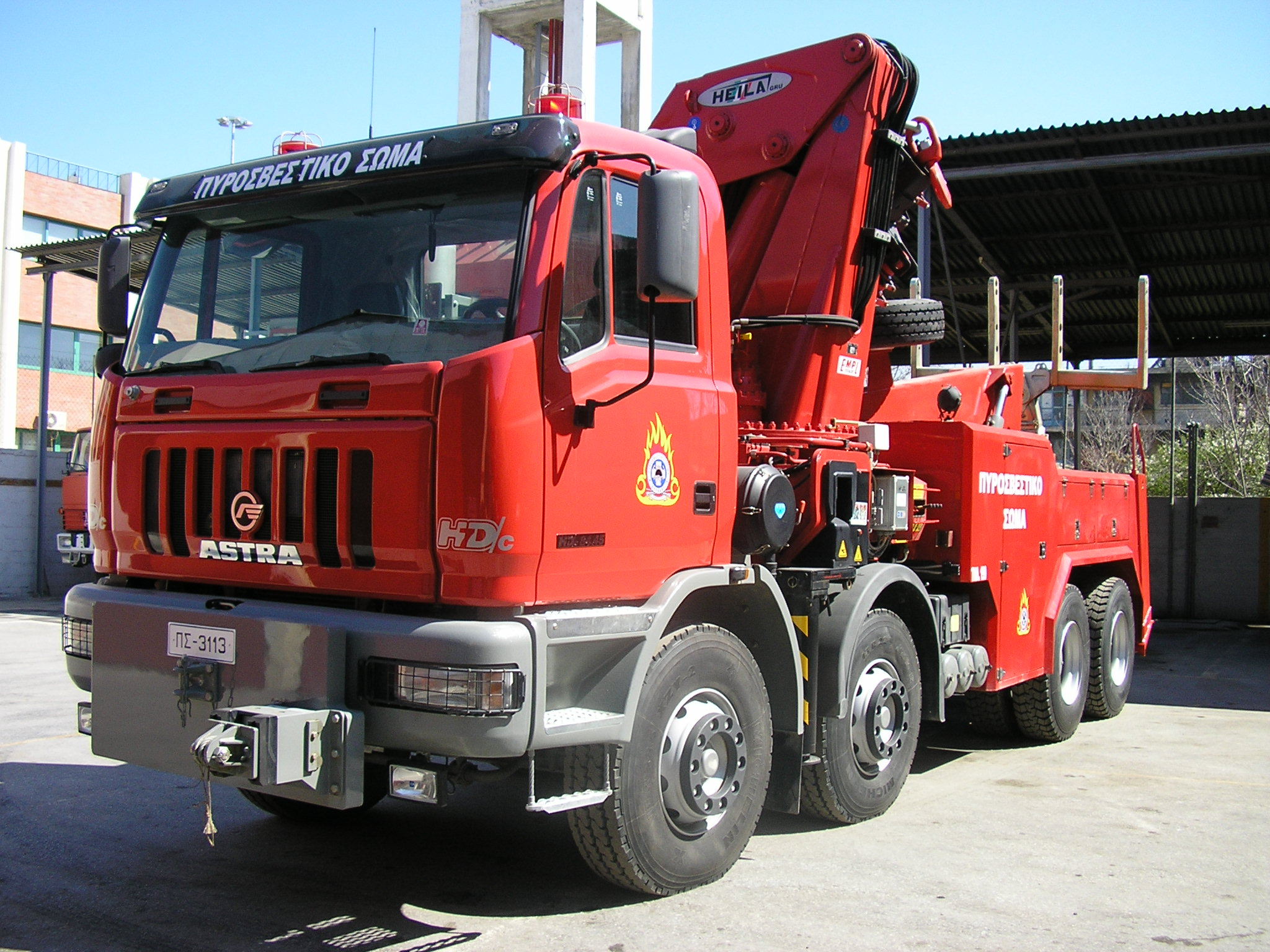
Astra HD7
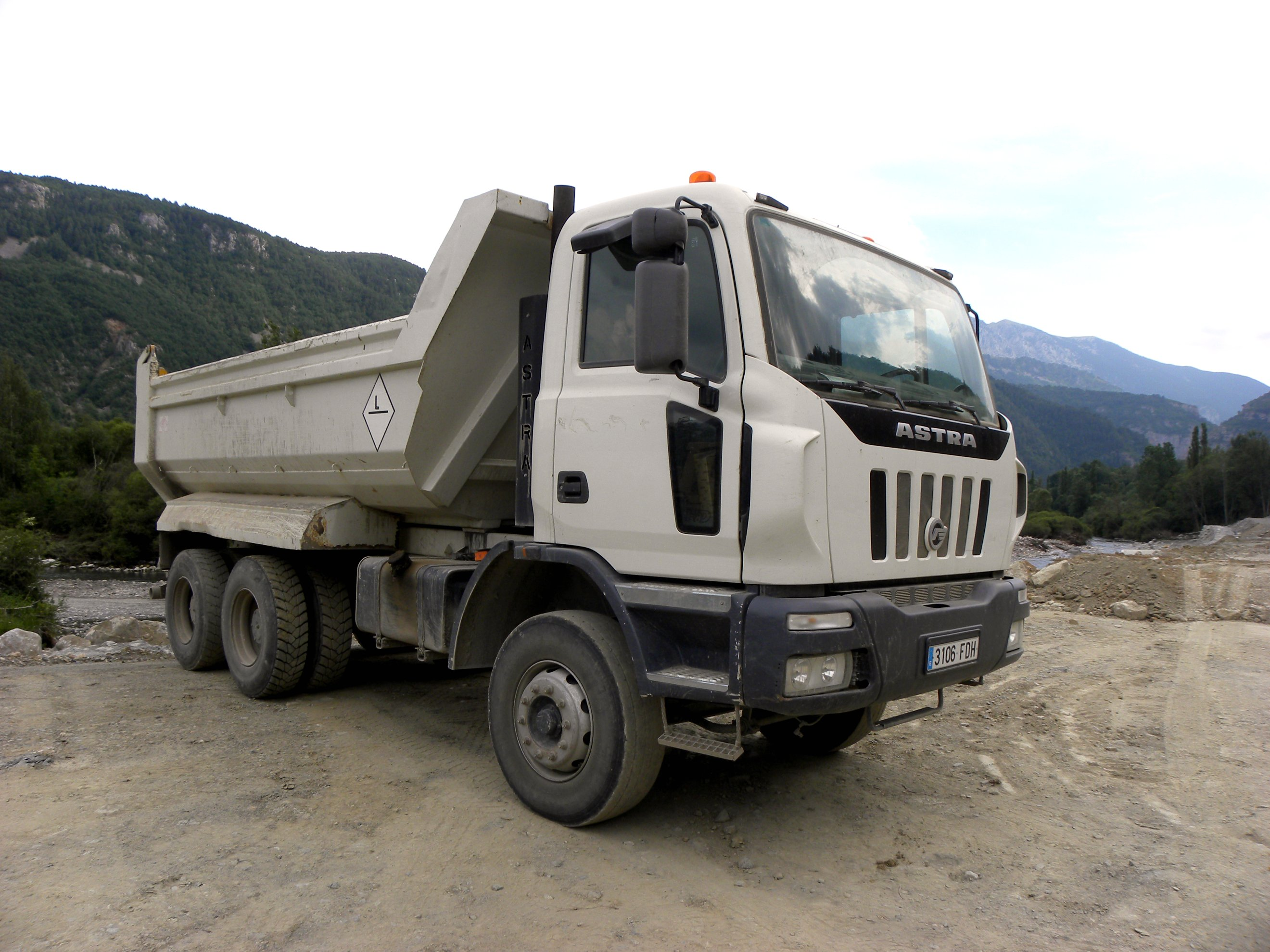
Astra HD8
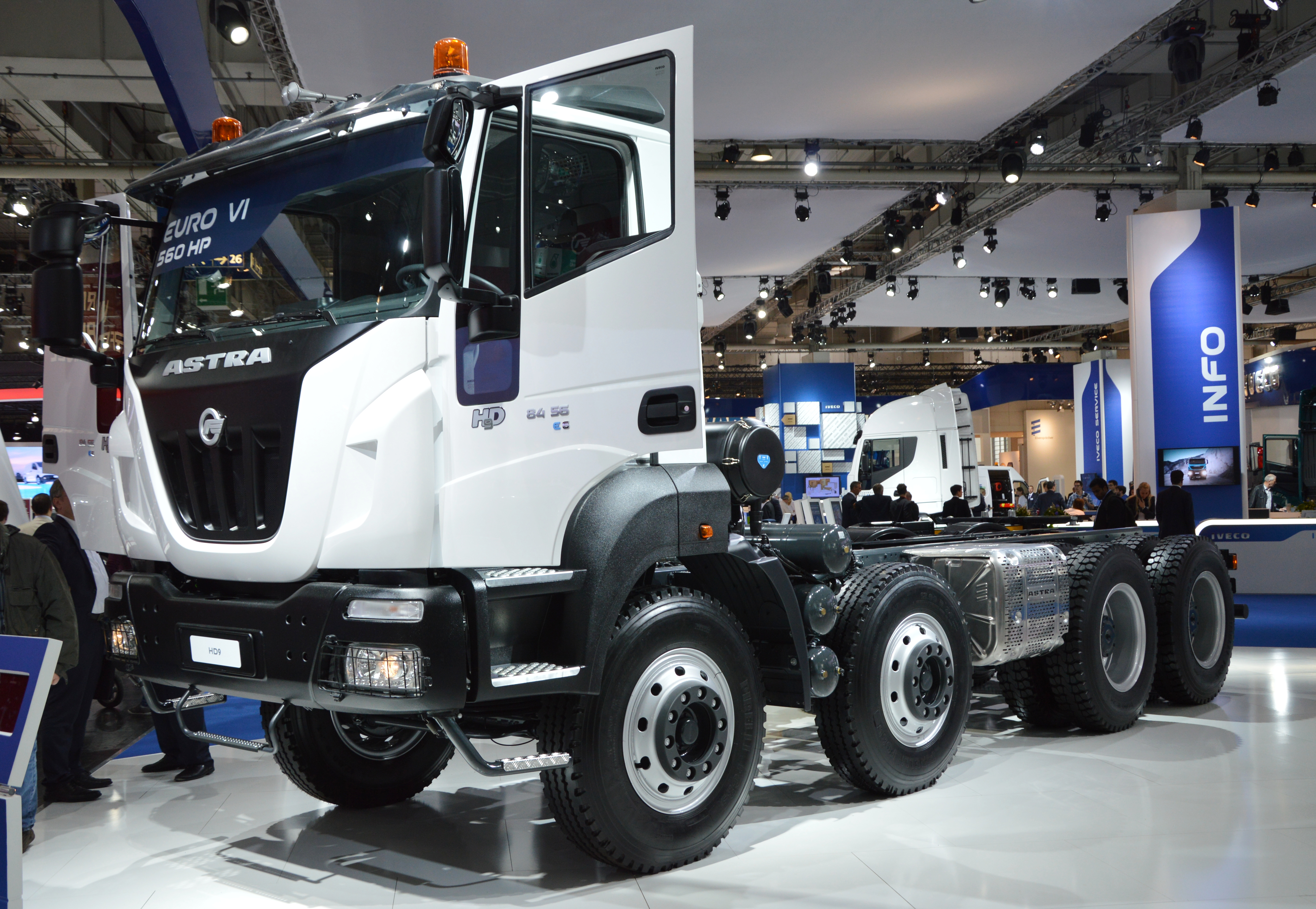
Astra HD9